# Tachypeza subnubila
Tachypeza subnubila är en tvåvingeart som beskrevs av Raffone 2002. Tachypeza subnubila ingår i släktet Tachypeza och familjen puckeldansflugor.
Artens utbredningsområde är Italien. Inga underarter finns listade i Catalogue of Life.